# Pete Wentz
Peter Lewis Kingston Wentz III (* 5. června 1979 Wilmette, Illinois) je americký baskytarista působící v rockové skupině Fall Out Boy. Ve skupině taky zpívá vedlejší vokály a píše všechny texty.

## Mládí a rodina
Wentz vyrostl ve Wilmette na předměstí Chicaga.Je synem Dale (rozené Lewis), přijímací poradkyně na vysoké školy, a Peta Wentze II, právníka. Je anglického a německého původu z otcovy strany a afrojamajského z matčiny strany. Má mladší sestru Hillary, a mladšího bratra Andrewa. Jeho dědeček z matčiny strany, Arthur Winston Lewis, sloužil jako americký velvyslanec v Sierra Leone; A. W. Lewisův bratranec je generál Colin Powell.
Navštěvoval North Shore Country Day School, kde patřil do celostátního výběru fotbalistů. Během svého prvního ročníku střední školy začal pravidelně chodit za školu. Školní poradce přesvědčil jeho rodiče, aby ho poslali do výcvikového tábora pro mladistvé, aby ho „napravili“. Během této doby Wentz začal psát písně jako jediný způsob, jak ventilovat své frustrace. Později začal brát lekce klavíru a přijal Straight Edge životní styl, subkulturu zdržující se užívání drog a alkoholu. Teď pije alkohol, ale jen příležitostně. Po dokončení studia na střední škole v roce 1997 pokračoval ve studiu politologie na univerzitě DePaul. Skončil ale v prvním pololetí, jelikož už před nástupem na univerzitu váhal mezi školou a hudbou, která nakonec zvítězila, neboť jak on sám řekl: „Vždy jsem měl magické spojení s míčem, ale to není dobrodružství. Hudba byla pro mě mnohem větší výzvou, a nakonec byla stejně mnohem zajímavější.“
Trpí bipolární poruchou. Tato porucha zapříčiňuje časté změny nálad, vitality či psychických funkcí. Právě tato nemoc zapříčinila jeho pokus o sebevraždu v únoru 2005. Wentz se pokusil o sebevraždu, vzal si příliš velkou dávku antidepresiv a následkem toho strávil týden v nemocnici. Později k této události řekl: „Izoloval jsem se čím dál víc a víc. Čím víc jsem se vzdaloval, tím víc jsem všechno cítil.Chtěl jsem zastavit mé myšlenky, už jsem nechtěl o ničem přemýšlet.“ Tento sebevražedný pokus poté i zhudebnil v písni 7 Minutes in Heaven (7 minut v nebi), která vyšla na albu From Under the Cork Tree. Po této události se Wentz nastěhoval zpátky k rodičům.
Wentz byl úzce spjatý s chicagskou punkovou scénou, kde působil v několika kapelách například Arma Angelus, Yellow Road Priest, Racetraitor a v dalších relativně neznámých kapelách. V roce 2001 založil společně s Joe Trohmanem a Patrickem Stumpem Fall Out Boy, později se ke skupině připojil i Andy Hurley. V roce 2004 odehrál poslední koncert za Arma Angelus, kde současně působil a začal se naplno věnovat Fall Out Boy. V roce 2002 vydali Fall Out Boy první EP a brzy na to v roce 2003 svou první desku Fall Out Boy's Evening Out with Your Girlfriend. Skupina se v Chicagu rychle stala známou a Pete Wentz se stal jejím frontmanem. Ke konci roku 2003 podepsali Fall Out Boy nahrávací smlouvu s Island Records, kde ji také vyšlo DVD a další EP. From Under the Cork Tree vyšlo 3. května 2005 a dostalo se na deváté místo v americké hitparádě a v prvním týdnu se jej prodalo přes 70,000 kusů. Wentz na toto album napsal všechny texty a sám jej označil za děsivější a daleko lepší než jejich předešlá alba. V rozhovoru řekl: „Chtěli jsme napsat a nahrát daleko vyvinutější hudbu. Název alba vymyslel také Wentz a nechal se inspirovat oblíbeným dětským příběhem O Ferdinandovi“.
Důležité také v roce 2005 bylo jeho hledání nových talentů. K nezávislým labelům přivedl taková hudební jména jako jsou nyní Panic! at the Disco nebo Gym Class Heroes. V březnu 2006 obletěly internet snímky nahého Wentze. Na oficiálních stránkách poté zveřejnil vyjádření, kde přiznal, že mu vykradli telefon. Poté řekl, že se prvních 24 hodin cítil opravdu hrozně, ale teď se tomu směje. V únoru 2007 vydali Fall Out Boy své čtvrté řadové album nazvané Infinity on High, které se ale na internetu objevilo už několik týdnů před jeho vydáním, Wentz k tomuto incidentu řekl: „Chtěli jsme vám nabídnout desku, ale teď se cítíme hrozně zklamaní, chtěli jsme ji prezentovat jiným způsobem.“ Na konci února se skupina dostala na titulní stránku Rolling Stone. Wentz mimo jiné mluvil i o incidentu s Patrickem Stumpem, který se stal během natáčení. Stump jej tehdy uhodil, když debatovali o textech na nové album.

## Ostatní aktivity
Wentz se také pustil do spousty mimo- hudebních projektů, včetně psaní, herectví a módy; V roce 2005 založil oděvní společnost s názvem Clandestine Industries. Také provozuje filmovou produkční společnost s názvem Bartskull Films, stejně jako bar s názvem Angels & Kings. Mezi jeho další aktivity patří spolupráce s Invisible Children, Inc. a UNICEF 's Tap Project, což je projekt, který pomáhá přivést čistou pitnou vodu pro lidi na celém světě.

## Zajímavosti
- Wentz složil hudbu pro epizodu nazvanou The Hills seriálu Laguna Beach, který běží na MTV.
- Wentz byl dlouhé roky vegan společně se svým kolegou ze skupiny Andym Hurleyem.
- Má dva psy - bulldogy - Hemingwaye a Rigby.
- Wentz se stará o oficiální stránky skupiny a také zde odpovídá na všechny dotazy.